# Gottlieb Ulrich Osiander
Gottlieb Ulrich Osiander (* 15. März 1786 in Stuttgart; † 6. Dezember 1827 in Knittlingen) war ein deutscher lutherischer Theologe.

## Leben
Der Sohn des Stiftspredigers Johann Eberhard Osiander besuchte das Gymnasium seiner Heimatstadt, absolvierte 1799 das Seminar in Blaubeuren und frequentierte dann kurz die Klosterschule in Bebenhausen. Danach nahm er ein Studium an der Universität Tübingen auf, wo er sich bei Jakob Friedrich Abel und bei Andreas Heinrich Schott mit Naturphilosophie beschäftigte.
Bald aber setzte er sich mit den philosophischen Einflüssen auf die Theologie auseinander. Hierzu hatte er die Vorlesungen von Johann Friedrich Gaab, Friedrich Gottlieb Süskind, Johann Friedrich Flatt und Ernst Gottlieb Bengel besucht. Als er seine Studien 1808 abgeschlossen hatte, wurde er Hauslehrer in Krefeld, 1811 Repetent in Tübingen, 1812 Diakon in Bahlingen, 1823 Dekan in Knittlingen und war Mitarbeiter der Vaterländischen Zeitschrift.
Osiander war mit Wilhelmine Heyd verheiratet, mit der er fünf Kinder hatte. Der Theologe Johann Ernst Osiander war sein Bruder, der Orientalist Ernst Osiander sein Neffe.

## Werke (Auswahl)
- Über die Ausbreitung des Christenthums; ein kritischer Beitrag zur Geschichte der ersten drei Jahrhunderte. In Archiv für Kirchengeschichte Bd. 4, St. 2
- Über den Zweck und Bedeutung der Johannischen Taufe. In: Analekten für exegetische und systematische Theologie Bd. 4, St. 1
- Ideen zu einer pragmatischen Darstellung der Paulinischen Versöhnungslehre. In Magazin für christliche Prediger Bd. 1, St. 1
- Über den Plan, eine Repräsentation der evangelischen Kirche Würtembergs herzustellen. In: Zeitschrift die christlich-protestantische Kirche in Deutschlands. Heft 1, Nr. 3
- Warum erhielt die deutsche evangelische Kirche in der Reformationsperode keine rechtliche Verfassung. In: Zeitschrift die christlich-protestantische Kirche in Deutschlands. Heft 3, Nr. 1